# Alchorneopsis portoricensis
Alchorneopsis portoricensis är en törelväxtart som beskrevs av Ignatz Urban. Alchorneopsis portoricensis ingår i släktet Alchorneopsis och familjen törelväxter.
Artens utbredningsområde är Puerto Rico. Inga underarter finns listade i Catalogue of Life.

## Bildgalleri

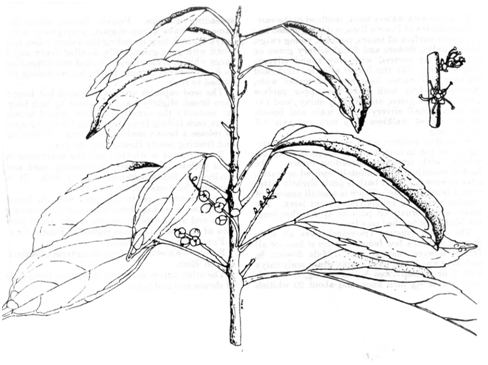